# 明智物語
『明智物語』（あけちものがたり）は、慶長19年（1614年）に元明智家臣の森秀利が口述した軍記物である。明智定明、明智光秀、土岐定政の活躍が描かれており、『明智軍記』の記述内容とは異なる光秀の前半生が描かれている。『明智軍記』では光秀は明智光綱の子となっているが、『明智物語』では明智頼明の猶子で明智定明の義弟と記述されている。また、『明智軍記』では明智家は斎藤義龍に攻め滅ぼされたとされているが、『明智物語』では明智定明が弟の明智定衡に殺害されたことがきっかけで滅亡したことになっている。

## 概略
以下のとおり、上下2巻、計27節から成る。
- 巻上
  - 序

  1. 存亡
  2. 明智日向守光秀累祖の事
  3. 遠山明智を定明より定衡光秀へ分給の事
  4. 定明より遠山明智へ使者の事 土岐氏遠山氏明智氏と分事
  5. 定明の男子愛菊誕生の事
  6. 定明の家の子昔物語の事
  7. 定明を遠山へ招請の使者の事
  8. 遠山にて定明を討つべく籌策の事
  9. 土岐にて物怪の事
  10. 遠山にて酒宴の事
  11. 定明生害の事
  12. 定明の北の方嘆の事
  13. 遠山より明智へ書状の事
  14. 定明の家臣定衡を討計策の事
- 巻下
  1. 定衡生害の事
  2. 定明の北の方落給うの事
  3. 光秀信長幕下に属する事
  4. 定政学文 定政鈴木弥七郎と主従の名乗りの事
  5. 家康公へ定政勤仕の事
  6. 定政手柄 弥七郎討死の事
  7. 遠州井伊谷崩の事
  8. 明智日向守働の事
  9. 信長公御父子御生害の事
  10. 明智安土の城請取給う事
  11. 山崎合戦の事
  12. 明智生害の事
  13. 明智左馬之助忠死の事

## 書籍情報
- 関西大学中世文学研究会編『明智物語』和泉書院 1996年
- 森秀利 (著), 菅原倫 (翻訳)『現代語訳　明智物語』日本の研究者出版 2021年